# Carcare
Carcare (ligurisch Cancre, im Dialekt Er Corcre) ist eine italienische Gemeinde mit 5291 Einwohnern (Stand 31. Dezember 2023) in der Region Ligurien. Politisch gehört sie zu der Provinz Savona.

## Geographie
Carcare liegt im Val Bormida und gehört zu der Comunità Montana Alta Val Bormida. Das Gemeindeland befindet sich auf einer Höhe zwischen 359 und 600 Metern und wird von dem Fluss Bormida di Pallare durchflossen. Von der Provinzhauptstadt Savona ist Carcare circa 19 Kilometer entfernt.
Nach der italienischen Klassifizierung bezüglich seismischer Aktivität wurde die Gemeinde der Zone 4 zugeordnet. Das bedeutet, dass sich Carcare in einer seismisch inerten Zone befindet.

## Klima
Die Gemeinde wird unter Klimakategorie E klassifiziert, da die Gradtagzahl einen Wert von 2295 besitzt. Das heißt, die in Italien gesetzlich geregelte Heizperiode liegt zwischen dem 15. Oktober und dem 15. April für jeweils 14 Stunden pro Tag.

## Söhne und Töchter der Gemeinde
- Virgilio Felice Levratto (1904–1968), Fußballspieler und -trainer